# 艾蒂安·罗兰
艾蒂安·罗兰（法語：Étienne Rolland，1912年8月31日—2003年8月），法国男子篮球运动员。他曾代表法国国家队参加1936年夏季奥林匹克运动会男子篮球比赛，最终队伍位列第十九名。